# Felsenkeller (Leipzig)

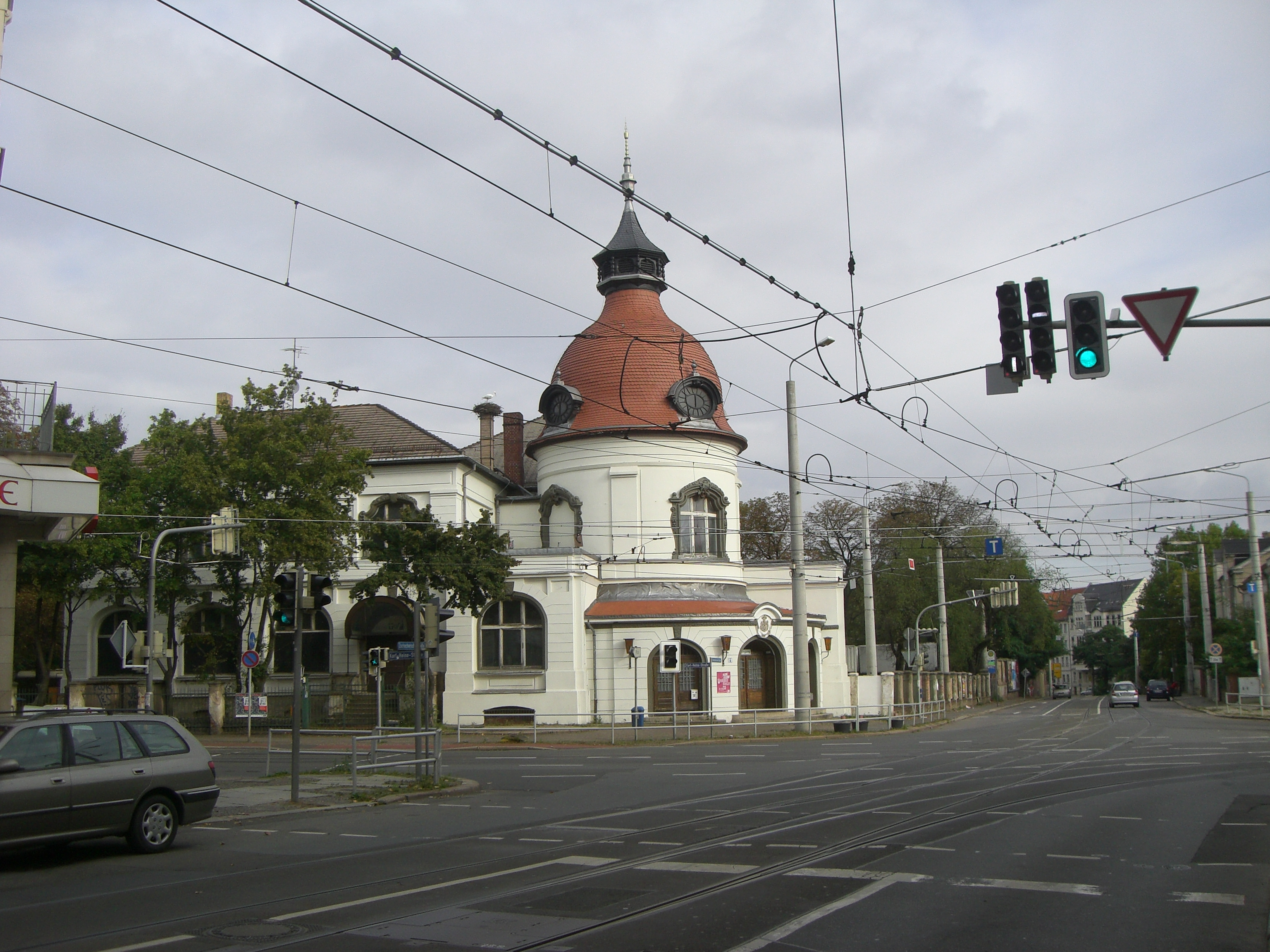
Felsenkeller Leipzig (2010)

Der Felsenkeller in Leipzig ist ein Saalbau im Stadtteil Plagwitz (Ortsteil Lindenau), der unter anderem als Club und Veranstaltungsort für Konzerte und kulturelle Veranstaltungen genutzt wird. Der Kulturbetrieb in dem denkmalgeschützten Gebäude beteiligt sich u. a. regelmäßig am Tag des offenen Denkmals.

## Entwicklung
Das heutige Gebäude wurde 1890 in der damaligen Vorortgemeinde Plagwitz durch die Leipziger Architekten August Hermann Schmidt (1858–1942) und Arthur Johlige (1857–1937) im Stil des Neobarocks als Ersatz für den alten, nördlich gelegenen Felsenkeller errichtet. Bauherr war die Brauerei Carl Wilhelm Naumann. Zur damaligen Zeit umfasste der Bau einen Gebäudekomplex mit 1000 Plätzen, eine großzügig angelegte Gartenanlage, Terrassen und Veranden. Das markanteste Merkmal ist der zweigeschossige Eckturm, der von einer neobarocken Kuppel gekrönt wird.
Neben der Nutzung als Konzert- und Ballsaal wurde im Saal das Felsenkellerlichtkino betrieben. Des Weiteren diente der große Festsaal als Versammlungslokal der Leipziger Arbeiterbewegung. Dort sprachen vor 1933 unter anderem Karl Liebknecht, Rosa Luxemburg, Clara Zetkin und Ernst Thälmann. Im Zweiten Weltkrieg blieb der Bau ohne größere Schäden. 
1946 wurde im Felsenkeller die Stadtorganisation der FDJ gegründet. Im gleichen Jahr fand der Bezirksparteitag der Leipziger SPD statt, auf dem die Vereinigung mit der KPD zur SED beschlossen wurde.
Anfang der 1980er-Jahre wurde der Felsenkeller teilweise rekonstruiert. Bis zur Wende diente er als Kulturzentrum, Gaststätte und Vergnügungslokal.

## Jüngere Vergangenheit und Gegenwart

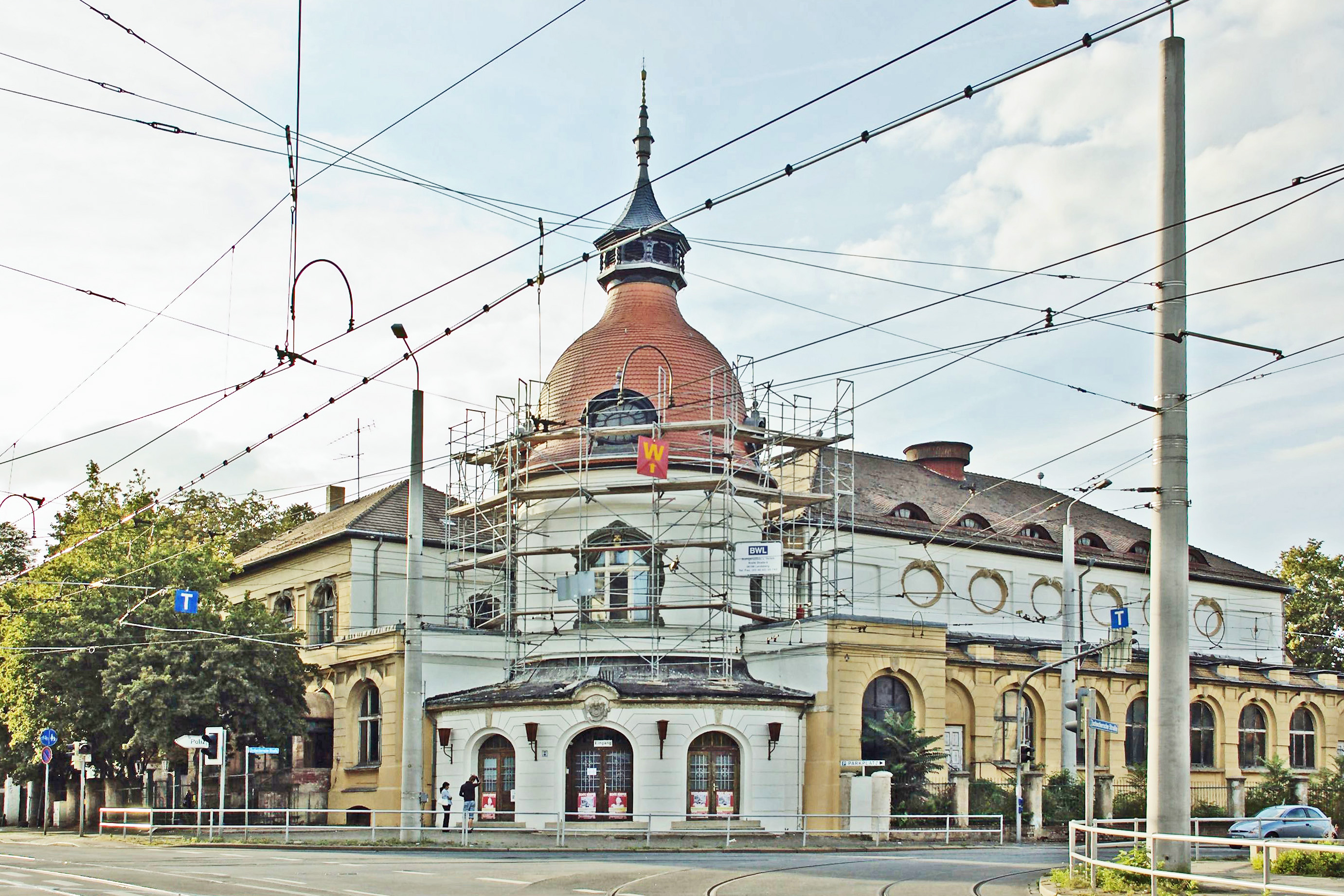
Der Felsenkeller während der Renovierung 2007

Im Herbst 2005 begann die Renovierung im Inneren, nach der das jahrelang leerstehende Gebäude wieder genutzt werden konnte. Im ersten Bauabschnitt wurden der große Saal mit den beiden Seitenschiffen sowie das Foyer umfassend saniert. In direkter Nähe wurden Parkplätze für Pkw und Busse geschaffen. 
Seit 2014 werden im Felsenkeller wieder Kulturveranstaltungen wie Konzerte und Lesungen sowie Partys durchgeführt, wobei das Gebäude gleichzeitig weiter saniert wird. Im Gebäude gibt es zum Andenken an Rosa Luxemburg, die 1913 im Felsenkeller eine Rede hielt, einen Gedenkraum, genannt Rosas Salon. Um laut Betreibergesellschaft einen profitablen Betrieb zu ermöglichen, wurde auf einem großen Teil des ehemaligen Freigeländes ein Supermarkt errichtet.
Der Felsenkeller verfügt über einen separaten Gastronomiebetrieb und ist einer der Orte, an denen auch Veranstaltungen im Rahmen des alljährlichen Wave-Gotik-Treffens stattfinden.
Als langjähriger Bestandteil der Leipziger Kulturlandschaft ist der Felsenkeller, seit der Begründung des Kulturkatasters (2019), dort als Veranstaltungsort verzeichnet.
Als Veranstaltungsort ist der Felsenkeller Mitglied des Verbandes Livekommbinat e. V., zu dem sich 2019 eine Reihe von Leipziger Clubs und Live-Musikspielstätten zusammengeschlossen haben. Im Verband mit weiteren Kulturbetrieben (zu denen auch die Distillery, Conne Island, die Moritzbastei, der TV-Club Leipzig, das UT Connewitz und das Werk 2 zählen) möchte der Verein die Rahmenbedingungen der beteiligten Kultur- und Kreativräume verbessern und gleichzeitig einen Beitrag zum Erhalt der kulturellen Vielfalt leisten.